# Ващенко, Юрий Арсеньевич
Юрий Арсеньевич Ващенко — русский художник, график иллюстратор-книг.
Родился 16 июня 1941 года в Москве.
В 1963 году окончил художественно-графический факультет Московского педагогического института.
С 1974 года — член Союза художников СССР.
Юрий Ващенко принимал участие во многих российских и зарубежных выставках графики и живописи. Работы художника неоднократно отмечались дипломами и премиями:
- 1984 — Диплом Триеннале прибалтийских стран;
- 1987 — Золотая медаль Братиславской интернациональной биеннале (БИБ); Международная биеннале иллюстрации в Братиславе
- 1989 — Медаль интернациональной графической выставки[2]в Берлине;
- 1994 — Грант от фонда Поллок-Краснер;
- 1999 — Золотая медаль международной Биеннале современной графики в Новосибирске.

С 1990 года художник отдает большую часть времени живописи и станковой графике. Работы Юрия Ващенко хранятся в ГМИИ им. А. С. Пушкина, Третьяковской галерее, в Тюменском, Мурманском, Новосибирском художественных музеях, в частных российских и зарубежных коллекциях.
Книжная графика Юрия Ващенко также получила признание. Он сотрудничал с ведущими издательствами Москвы («Детгиз», «Книга», «Мир», «Советский писатель», «Наука», «Московский рабочий») и принимал участие в создании многих книг. Льюис Кэрролл занимает особое место в творчестве художника. Недаром английские кэрролловеды, говоря о работах русских иллюстраторов, в первую очередь называют Юрия Ващенко. Он оформил и проиллюстрировал многие книги на кэрролловскую тему: «История с узелками» (1973), «Приключения Алисы в Стране чудес» (1982), «Алиса в Зазеркалье» (1986), «Логическая игра» (1991), «Философская „Алиса“» (не издана).